# Touka
Touka är en ort i Burkina Faso.   Den ligger i provinsen Province du Bam och regionen Centre-Nord, i den centrala delen av landet, 100 km norr om huvudstaden Ouagadougou. Touka ligger 314 meter över havet och antalet invånare är 789.
Terrängen runt Touka är platt. Närmaste större samhälle är Kongoussi, 7,4 km nordväst om Touka.
Trakten runt Touka består i huvudsak av gräsmarker. Runt Touka är det ganska tätbefolkat, med 80 invånare per kvadratkilometer.